# Tyler Gillett
Tyler Gillett, född 6 mars 1982 i Flagstaff i Arizona, är en amerikansk filmregissör, filmfotograf, författare och producent, samt medgrundare av filmkollektivet Radio Silence. Han har bland annat regisserat skräckfilmerna Devil's Due, Ready or Not och Scream 5, tillsammans med kollegan Matt Bettinelli-Olpin. Duon har också regisserat den sistnämnda filmens uppföljare, Scream VI, samt monsterskräckfilmen Abigail, som hade biopremiär den 19 april 2024.

## Filmografi (i urval)
- 2014 – Devil's Due
- 2019 – Ready or Not
- 2022 – Scream (även känd som Scream 5)
- 2023 – Scream VI
- 2024 – Abigail